# Skałczak szczelinowy
Skałczak szczelinowy (Sciurotamias davidianus) – endemiczny gatunek gryzoni z rodziny wiewiórkowatych zamieszkujących w Chinach: w Pekinie, Tiencin, Chongqing, oraz w prowincjach Anhui, Gansu, Guizhou, Hebei, Henan, Hubei, Liaoning, Shaanxi, Shanxi, Syczuan, Junnan i regionie autonomicznym Ningxia.